# Otto Andersson
Otto August Andersson (Ed, 7 maggio 1910 – Surte, 11 agosto 1977) è stato un calciatore svedese, di ruolo difensore.

## Carriera
Con la Nazionale svedese prese parte ai Mondiali 1934 e ai Giochi olimpici del 1936.